# Howard Webb
Howard Webb (Rotherham, South Yorkshire, 1971. július 14. –) angol nemzetközi labdarúgó-játékvezető. Teljes neve Howard Melton Webb. Polgári foglalkozása rendőrnyomozó, majd hivatásos játékvezető.
Sportvezetői megítélés szerint korának a legjobb angol játékvezetője volt. A BBC szerint egyik erőssége volt, hogy remekül kommunikált a játékosokkal. A dicsérő szavak ellenére Angliában - a játékosok hozzáállása miatt - ő tartja a negatív rekordot: egy 2007-es Chelsea–Arsenal találkozón különféle vétségekért tíz sárga és egy piros lapot mutatott fel.

## Pályafutása

### Nemzeti játékvezetés
Apja is játékvezető volt. Játékvezetésből 1989-ben Rotherhamban vizsgázott. A West Riding Megyei Amatőr Labdarúgó Liga, majd a West Riding Megyei Labdarúgó Szövetség által üzemeltetett labdarúgó bajnokságokban kezdte sportszolgálatát. 1993–1995 között a Kelet Labdarúgó Liga keretében asszisztens és játékvezető, majd 1995–1998 között bíró, egyben az országos utánpótlás, a The Football League tagja. Utánpótlás időszakában, 1996–1998 között asszisztens. Az Angol Labdarúgó-szövetség Játékvezető Bizottsága (JB) minősítésével 1998–2000 között a National League asszisztense és bírója. 2000–2003 között játékvezetőként egyre magasabb osztályokban, bíróként tevékenykedett. 2003–2014 között a Premier League bírója. Különleges rekord kötődik a nevéhez, az első öt Premier Liga-meccsén nem született gól. Küldési gyakorlat szerint rendszeres 4. bírói szolgálatot is végzett. A nemzeti játékvezetéstől 2014-ben visszavonult. Premier League mérkőzéseinek száma: 296.
| Időpont           | Helyszín                       | Mérkőzés típusa               | Mérkőzés                             | Eredmény |        |
| ----------------- | ------------------------------ | ----------------------------- | ------------------------------------ | -------- | ------ |
| 2003. október 18. | Marcel Saupin Stadion, Nantes  | első Premier Liga mérkőzése   | Fulham FC–Wolverhampton Wanderers FC | 0 – 0    |        |
| 2014. május 11.   | KC stadion, Kingston upon Hull | utolsó Premier Liga mérkőzése | Hull City AFC–Everton FC             | 0 – 2    | 24 848 |

#### Nemzeti kupamérkőzések
Vezetett kupadöntők száma: 4.

##### Angol labdarúgó-szuperkupa
| Időpont            | Helyszín                    | Mérkőzés típusa | Mérkőzés              | Eredmény | Nézők száma |
| ------------------ | --------------------------- | --------------- | --------------------- | -------- | ----------- |
| 2005. augusztus 7. | Millennium Stadion, Cardiff | döntő           | Arsenal FC–Chelsea FC | 1 : 2    | 58 014      |

##### FA Trophy
| Időpont         | Helyszín              | Mérkőzés típusa | Mérkőzés                    | Eredmény | Nézők száma |
| --------------- | --------------------- | --------------- | --------------------------- | -------- | ----------- |
| 2006. május 14. | Boleyn Ground, London | döntő           | Grays Athletic FC–Woking FC | 2 – 0    | 13 997      |

##### Angol labdarúgó-ligakupa
A Liga-kupa sporttörténetében egyéni csúcsot állított fel három piros lappal, korábban a Liga-kupa története során a döntőkben összesen három kiállítás volt. * Nem a játékvezetőtől függő a lap felmutatása, szabályi előírás.[forrás?]
| Időpont           | Helyszín                    | Mérkőzés típusa | Mérkőzés              | Eredmény | Nézők száma |
| ----------------- | --------------------------- | --------------- | --------------------- | -------- | ----------- |
| 2007. február 25. | Millennium Stadion, Cardiff | döntő           | Chelsea FC–Arsenal FC | 2 – 1    | 70 073      |

##### FA-kupa
| Időpont         | Helyszín                | Mérkőzés típusa | Mérkőzés              | Eredmény | Nézők száma |
| --------------- | ----------------------- | --------------- | --------------------- | -------- | ----------- |
| 2009. május 30. | Wembley Stadion, London | döntő           | Chelsea FC–Everton FC | 2 – 1    | 89 391      |

### Nemzetközi játékvezetés
Az Angol labdarúgó-szövetség JB terjesztette fel nemzetközi játékvezetőnek, a Nemzetközi Labdarúgó-szövetség (FIFA) 2005-től tartotta nyilván bírói keretében. A FIFA JB központi nyelvei közül a angolt beszéli. Több nemzetek közötti válogatott, valamint Intertotó-kupa, UEFA-kupa,  Európa-liga és UEFA-bajnokok ligája klubmérkőzést vezetett, vagy működő társának 4. bíróként segített. Az angol nemzetközi játékvezetők rangsorában, a világbajnokság-Európa-bajnokság sorrendjében az 1. helyet foglalja el 27 találkozó szolgálatával. Játékvezetőként egyedüli, aki az UEFA-bajnokok ligája döntőjének vezetése után ugyan abban évben világbajnoki döntőt vezethetett. Visszavonulása a 2014. évi világbajnokság után történt, FIFA státusza 2014-ben szűnt meg. UEFA Bajnokok Ligája mérkőzéseinek száma: 30. Válogatott mérkőzéseinek száma: 34.
| Időpont             | Helyszín                        | Mérkőzés típusa                    | Mérkőzés                  | Eredmény | Nézők száma |
| ------------------- | ------------------------------- | ---------------------------------- | ------------------------- | -------- | ----------- |
| 2005. november 15.  | Windsor Park Stadion, Belfast   | első felnőtt válogatott mérkőzés   | Észak-Írország–Portugália | 1 – 1    | 20 000      |
| 2013. augusztus 14. | Puskás Ferenc Stadion, Budapest | utolsó felnőtt válogatott mérkőzés | Magyarország–Csehország   | 1 – 1    | 14 000      |

#### Labdarúgó-világbajnokság
A 2007-es U20-as labdarúgó-világbajnokságon a FIFA JB játékvezetőként alkalmazta.
| Időpont          | Helyszín                         | Mérkőzés típusa             | Mérkőzés               | Eredmény | Nézők száma |
| ---------------- | -------------------------------- | --------------------------- | ---------------------- | -------- | ----------- |
| 2007. június 30. | Olimpiai Stadion, Montréal       | csoportmérkőzés (D csoport) | Lengyelország–Brazília | 1 – 0    | 55 800      |
| 2007. július 5.  | National Soccer Stadion, Toronto | csoportmérkőzés (C csoport) | Mexikó–Portugália      | 2 – 1    | 19 526      |
| 2007. július 8.  | Commonwealth Stadion, Edmonton   | csoportmérkőzés (A csoport) | Kanada–Kongó           | 0 – 2    | 32 058      |
| 2007. július 15. | Olimpiai Stadion, Montréal       | egyik negyeddöntő           | Chile–Nigéria          | 4 – 0    | 46 252      |
| 2007. július 18. | Commonwealth Stadion, Edmonton   | egyik elődöntő              | Ausztria–Csehország    | 0 – 2    | 28 401      |

---
A 2009-es U17-es labdarúgó-világbajnokságon a FIFA JB bíróként foglalkoztatta.
| Időpont           | Helyszín                      | Mérkőzés típusa             | Mérkőzés               | Eredmény | Nézők száma |
| ----------------- | ----------------------------- | --------------------------- | ---------------------- | -------- | ----------- |
| 2009. október 24. | Teslim Balogun Stadion, Lagos | csoportmérkőzés (B csoport) | Brazília–Japán         | 3 – 2    | 15 254      |
| 2009. október 28. | Nnamdi Azikiwe Stadion, Enugu | csoportmérkőzés (D csoport) | Új-Zéland–Burkina Faso | 1 – 1    | 10 195      |
| 2009. október 31. | U.J. Esuene Stadion, Calabar  | csoportmérkőzés (C csoport) | Gambia–Kolumbia        | 2 – 2    | 6 100       |
| 2009. november 9. | U.J. Esuene Stadion, Calabar  | egyik negyeddöntő           | Dél-Korea–Nigéria      | 1 – 3    | 9 100       |

---
A  2010-es labdarúgó-világbajnokságon, valamint a 2014-es labdarúgó-világbajnokságon a FIFA JB bíróként alkalmazta. Selejtező mérkőzéseket az UEFA zónában vezetett. 2014-ben a 19. világbajnokság döntőjét 14. európaiként, 4. angolként vezethette. Világbajnokságon vezetett mérkőzéseinek száma: 4.

##### 2010-es labdarúgó-világbajnokság
2008. október 24-én a FIFA bejelentette, hogy a játékvezetők átmeneti listáján szerepel, aki 2010-ben a Dél-Afrikában rendezendő labdarúgó-világbajnokságon feladatot kaphat. A FIFA 2010. február 5-én a (június 11.-július 11.) közötti dél-afrikai világbajnokságon közreműködő harminc játékvezető közé jelölte. Az ellenőrző vizsgálatokon megfelelt az elvárásoknak, így a FIFA JB delegálta az utazó keretbe.

###### Selejtező mérkőzés
| Időpont              | Helyszín                         | Mérkőzés típusa           | Mérkőzés                            | Eredmény | Nézők száma |
| -------------------- | -------------------------------- | ------------------------- | ----------------------------------- | -------- | ----------- |
| 2008. szeptember 10. | Jose Alvalade Stadion, Lisszabon | előselejtező (1. csoport) | Portugál labdarúgó-válogatott–Dánia | 2 – 3    | 33 000      |
| 2009. április 1.     | Nemzeti Stadion, Saint-Denis     | előselejtező (7. csoport) | Litvánia–Franciaország              | 1 – 0    | 79 543      |
| 2009. október 14.    | Tofik Bahramov Stadion, Baku     | előselejtező (4. csoport) | Azerbajdzsán–Oroszország            | 1 – 1    | 17 000      |

###### Világbajnoki mérkőzés
| Időpont          | Helyszín                          | Mérkőzés típusa             | Mérkőzés                               | Eredmény | Nézők száma |
| ---------------- | --------------------------------- | --------------------------- | -------------------------------------- | -------- | ----------- |
| 2010. június 16. | Moses Mabhida Stadion, Durban     | csoportmérkőzés (H csoport) | Spanyolország–Svájc                    | 0 – 1    | 62 453      |
| 2010. június 24. | Ellis Park Stadion, Johannesburg  | csoportmérkőzés (F csoport) | Szlovákia–Olaszország                  | 3 – 2    | 53 412      |
| 2010. június 28. | Ellis Park Stadion, Johannesburg  | egyik nyolcaddöntő          | Brazília–Chile                         | 3 – 0    | 54 096      |
| 2010. július 11. | Soccer City Stadion, Johannesburg | döntő                       | Hollandia–Spanyol labdarúgó-válogatott | 0 – 1    | 84 490      |

##### 2014-es labdarúgó-világbajnokság
2012-ben a FIFA JB bejelentette, hogy a brazil labdarúgó-világbajnokság lehetséges játékvezetőinek átmeneti listájára jelölte. A kiválasztottak mindegyike részt vett több szakmai szemináriumon. A FIFA JB 25 bírót és segítőiket, valamint kilenc tartalék bírót és melléjük egy-egy asszisztenst nevezett meg. A végleges listát különböző technikai, fizikai, pszichológiai és egészségügyi tesztek teljesítése, valamint különböző erősségű összecsapásokon mutatott teljesítmények alapján állították össze.

###### Selejtező mérkőzés
| Időpont              | Helyszín                           | Mérkőzés típusa          | Mérkőzés                                 | Eredmény | Nézők száma |
| -------------------- | ---------------------------------- | ------------------------ | ---------------------------------------- | -------- | ----------- |
| 2012. október 12.    | Şükrü Saracoğlu Stadion, Isztambul | előselejtező (D csoport) | Törökország–Románia                      | 0 – 1    | 46 203      |
| 2013. szeptember 10. | Ullevaal Stadion, Oslo             | előselejtező (E csoport) | Norvégia–Svájci labdarúgó-válogatott     | 0 – 2    | 16 631      |
| 2013. október 11.    | Maksimir Stadion, Zágráb           | előselejtező (A csoport) | Horvátország–Belgium                     | 1 – 2    | 13 000      |
| 2013. november 19.   | Friends Arena Stadion, Solna       | rájátszás (2. mérkőzés)  | Svédország–Portugál labdarúgó-válogatott | 2 – 3    | 49 766      |

###### Világbajnoki mérkőzés
A FIFA JB 2014. január 15-én bejelentette, hogy segítőivel, az elmúlt világbajnokság játékvezetői közül egyetlenüliként részt vehetnek a 25 bíró csapat között a brazil világbajnokságon.
| Időpont          | Helyszín                         | Mérkőzés típusa              | Mérkőzés                                                | Eredmény | Nézők száma |
| ---------------- | -------------------------------- | ---------------------------- | ------------------------------------------------------- | -------- | ----------- |
| 2014. június 19. | Nemzeti Stadion, Brazíliaváros   | csoportmérkőzés (C. csoport) | Kolumbia–Elefántcsontpart                               | 2 – 1    | 68 748      |
| 2014. június 28. | Mineirão Stadion, Belo Horizonte | egyik nyolcaddöntő           | Brazil labdarúgó-válogatott–Chilei labdarúgó-válogatott | 1 – 1    | 57 714      |

#### Labdarúgó-Európa-bajnokság
A 2006-os U21-es labdarúgó-Európa-bajnokságon az UEFA JB játékvezetőként foglalkoztatta. A döntő mérkőzésen 4. játékvezetőként tevékenykedett.
| Időpont         | Helyszín                 | Mérkőzés típusa             | Mérkőzés                                                | Eredmény |
| --------------- | ------------------------ | --------------------------- | ------------------------------------------------------- | -------- |
| 2006. május 23. | Municipal Stadion, Braga | csoportmérkőzés (A csoport) | Portugália–Franciaország                                | 0 – 1    |
| 2006. május 26. | Városi Stadion, Águeda   | csoportmérkőzés (B csoport) | Olaszország–Ukrajna                                     | 1 – 0    |
| 2006. június 1. | Központi Stadion, Aveiro | egyik elődöntő              | Ukrán U21-es labdarúgó-válogatott–Szerbia és Montenegró | 0 – 0    |

---
A 2008-as labdarúgó-Európa-bajnokságon, valamint a 2012-es labdarúgó-Európa-bajnokságon az UEFA JB játékvezetőként foglalkoztatta. Az UEFA JB 2007 decemberében, valamint 2011 decemberében kijelölte a döntő torna egyik játékvezetőjének.

##### 2008-as labdarúgó-Európa-bajnokság

###### Selejtező mérkőzés
| Időpont              | Helyszín                             | Mérkőzés típusa          | Mérkőzés                                                 | Eredmény | Nézők száma |
| -------------------- | ------------------------------------ | ------------------------ | -------------------------------------------------------- | -------- | ----------- |
| 2006. szeptember 6.  | PSV Stadion, Eindhoven               | előselejtező (G csoport) | Holland labdarúgó-válogatott–Fehéroroszország            | 3 – 0    | 27 000      |
| 2007. március 24.    | S Darius & S Girenas Stadion, Kaunas | előselejtező (B csoport) | Litván labdarúgó-válogatott–Francia labdarúgó-válogatott | 0 – 1    | 8 000       |
| 2007. szeptember 12. | NSC Olimpiai Stadion, Kijev          | előselejtező (B csoport) | Ukrajna–Olasz labdarúgó-válogatott                       | 1 – 2    | 42 000      |
| 2007. október 17.    | Központi Stadion, München            | előselejtező (D csoport) | Németország–Cseh labdarúgó-válogatott                    | 0 – 3    | 66 400      |
| 2007. november 21.   | Petrol Saupin Stadion, Celje         | előselejtező (G csoport) | Szlovénia–Bulgária                                       | 0 – 2    | 3 600       |

###### Európa-bajnoki mérkőzés
| Időpont          | Helyszín                          | Mérkőzés típusa             | Mérkőzés                                 | Eredmény | Nézők száma |
| ---------------- | --------------------------------- | --------------------------- | ---------------------------------------- | -------- | ----------- |
| 2008. június 12. | Ernst Happel Stadion, Bécs        | csoportmérkőzés (B csoport) | Ausztria–Lengyelország                   | 1 – 1    | 51 428      |
| 2008. június 18. | Wals Siezenheim Stadion, Salzburg | csoportmérkőzés (D csoport) | Görögország–Spanyol labdarúgó-válogatott | 1 – 2    | 30 883      |

##### 2012-es labdarúgó-Európa-bajnokság
Az UEFA JB a 12 fős játékvezetői keretbe delegálta. A nemzetközi torna előtt speciális felkészítő edzőtáborba vettek részt. Elsőként 2012. január 30. - február 2. között, utána április végén a Varsóban folytatódott felkészítésük. A kontinensviadal történetében először meccsenként négy asszisztens segítette munkáját.

###### Selejtező mérkőzés
| Időpont             | Helyszín                              | Mérkőzés típusa          | Mérkőzés                                                | Eredmény | Nézők száma |
| ------------------- | ------------------------------------- | ------------------------ | ------------------------------------------------------- | -------- | ----------- |
| 2010. október 8.    | Olimpiai Stadion, Berlin              | előselejtező (A csoport) | Német labdarúgó-válogatott–Török labdarúgó-válogatott   | 3 – 0    | 74 244      |
| 2011. szeptember 6. | Nemzeti Stadion, Bukarest             | előselejtező (D csoport) | Román labdarúgó-válogatott–Francia labdarúgó-válogatott | 0 – 0    | 49 137      |
| 2011. október 7.    | Georgios Karaiskakis Stadion, Pireusz | előselejtező (F csoport) | Görög labdarúgó-válogatott–Horvát labdarúgó-válogatott  | 2 – 0    | 27 200      |
| 2011. november 11.  | Bilino Stadion, Zenica                | rájátszás                | Bosznia-Hercegovina–Portugál labdarúgó-válogatott       | 0 – 0    | 12 352      |

###### Európa-bajnoki mérkőzés
| Időpont          | Helyszín                | Mérkőzés típusa             | Mérkőzés                                                | Eredmény | Nézők száma |
| ---------------- | ----------------------- | --------------------------- | ------------------------------------------------------- | -------- | ----------- |
| 2012. július 8.  | Városi Stadion, Wrocław | csoportmérkőzés (A csoport) | Orosz labdarúgó-válogatott–Cseh labdarúgó-válogatott    | 4 – 1    | 40 083      |
| 2012. június 14. | Városi Stadion, Poznań  | csoportmérkőzés (C csoport) | Olasz labdarúgó-válogatott–Horvát labdarúgó-válogatott  | 1 – 1    | 37 096      |
| 2012. június 21. | Nemzeti Stadion, Varsó  | egyik negyeddöntő           | Cseh labdarúgó-válogatott–Portugál labdarúgó-válogatott | 0 – 1    | 58 185      |

#### Konföderációs kupa
A 2009-es konföderációs kupán, illetve a 2013-as konföderációs kupán a világbajnokság szokásos főpróbáját rendezték, ahol a FIFA JB hivatalnokként foglalkoztatta.

##### 2009-es konföderációs kupa
| Időpont          | Helyszín                         | Mérkőzés típusa             | Mérkőzés                             | Eredmény | Nézők száma |
| ---------------- | -------------------------------- | --------------------------- | ------------------------------------ | -------- | ----------- |
| 2009. június 15. | Free State Stadion, Bloemfontein | csoportmérkőzés (B csoport) | Brazil labdarúgó-válogatott–Egyiptom | 4 – 3    | 27 851      |
| 2009. június 20. | Ellis Park Stadion, Johannesburg | csoportmérkőzés (A csoport) | Irak–Új-Zéland                       | 0 – 0    | 23 295      |

##### 2013-as konföderációs kupa
| Időpont          | Helyszín                    | Mérkőzés típusa             | Mérkőzés                                                | Eredmény | Nézők száma |
| ---------------- | --------------------------- | --------------------------- | ------------------------------------------------------- | -------- | ----------- |
| 2013. június 19. | Castelão Stadion, Fortaleza | csoportmérkőzés (A csoport) | Brazil labdarúgó-válogatott–Mexikó                      | 2 – 0    | 50 791      |
| 2013. június 27. | Castelão Stadion, Fortaleza | egyik elődöntő              | Spanyol labdarúgó-válogatott–Olasz labdarúgó-válogatott | 0 – 0    | 56 083      |

#### Nemzetközi kupamérkőzések
Vezetett kupadöntők száma: 1.

##### UEFA-bajnokok ligája
Az 56. játékvezető – az 5. angol – aki UEFA-bajnokok ligája döntőt vezetett.
| Időpont              | Helyszín                          | Mérkőzés típusa   | Mérkőzés                                   | Eredmény | Nézők száma |
| -------------------- | --------------------------------- | ----------------- | ------------------------------------------ | -------- | ----------- |
| 2006. szeptember 26. | Steaua Stadion, Bukarest          | első BL mérkőzése | FC Steaua București–Olympique Lyonnais     | 0 – 3    | 25 000      |
| 2010. május 22.      | Santiago Bernabéu stadion, Madrid | döntő             | FC Bayern München–FC Internazionale Milano | 0 – 2    | 73 170      |

##### Dél-Amerikai Szuper-liga
| Időpont          | Helyszín                     | Mérkőzés típusa            | Mérkőzés                              | Eredmény |
| ---------------- | ---------------------------- | -------------------------- | ------------------------------------- | -------- |
| 2008. július 30. | Gillette Stadion, Foxborough | Szuper-liga döntő mérkőzés | New England Revolution–Houston Dynamo | 2 – 2    |

## Sportvezetőként
- 2011. júniusától a Kelet Labdarúgó Liga elnöke,
- 2014-től az Angol Labdarúgó-szövetség JB technikai igazgatója, a játékvezetők szakmai tanácsának tagja.

## Szakmai sikerek
- IFFHS (International Federation of Football History & Statistics) statisztikája szerint 2010-ben és 2013-ban a világ legjobb bírója. 2011-ben Kassai Viktor mögött a 2. 2012-ben Kassai Viktor előtt a 3.
- Az IFFHS 1987–2011 évadokról tartott nemzetközi szavazásán 151 játékvezető besorolásával minden idők 19. legjobb bírójának rangsorolta. A 2008-as szavazáshoz képest 45 pozíciót előbbre lépett.
- 2011-ben a Profi Labdarúgók Szövetsége (PFA) a játékvezetői hármas szakmai munkájának elismeréseként odaítélte a PFA Special Merit Award megtisztelő címet, amit játékvezetői csapat egyetlen alkalommal kapott. Mindhárman bekerültek a Limited (PGMOL) Hall of Fame, halhatatlanok közé, többek között ilyen elismerő címben részesült Pelé, Sir Alex Ferguson, Sir Bobby Robson,
- 2011 júliusában az University of Bedfordshire tiszteletbeli doktori címmel ismerte el szakmai tevékenységét,
- 2011 novemberében a York Szent János Egyetem  Doctor of Health Sciences díszdoktora lett.

## Statisztika
| Szezon    | Mérkőzések | Összes | mérkőzésenként | Összes | mérkőzésenként |
| --------- | ---------- | ------ | -------------- | ------ | -------------- |
| 2000–2001 | 26         | 58     | 2,23           | 1      | 0,04           |
| 2001–2002 | 32         | 69     | 2,16           | 5      | 0,16           |
| 2002–2003 | 39         | 145    | 3,72           | 4      | 0,10           |
| 2003–2004 | 34         | 92     | 2,71           | 9      | 0,26           |
| 2004–2005 | 34         | 100    | 2,94           | 2      | 0,06           |
| 2005–2006 | 47         | 117    | 2,49           | 7      | 0,15           |
| 2006–2007 | 43         | 151    | 3,51           | 9      | 0,21           |
| 2007–2008 | 38         | 128    | 3,37           | 2      | 0,05           |